# 木津町
木津町（きづちょう）は、京都府相楽郡にあった町。2007年（平成19年）3月12日、山城町、加茂町と合併し木津川市となった。

## 概要
京都府最南端に位置する、京都府相楽郡の旧町。木津町の名は、かつて木津川の木材陸揚げ港として栄えていたことに由来する（津は港を意味する）。古くは木津川の水運と京都-奈良間の陸路が交わる交通の要地として栄え、奈良時代は平城京の外港として、木津へと外国の文物が運ばれた。現在でもJR関西本線・奈良線・片町線と近鉄京都線、また国道24号・国道163号が通じる交通の要地である。
合併以前から人口増加が著しく、2005年（平成17年）実施国勢調査速報値によると、増加率は日本国内町村の中で6位（当時）であり、2006年（平成18年）3月10日に4万人を越えた。
関西文化学術研究都市（学研都市）の一部であり、研究施設が建ち並ぶ地区もあるが、古い街並みと豊かな自然の残る地区が多い。柿が特産。
「自然と伝統を生かし、文化を創造する調和のとれたふれあいのまち」を町の標語に掲げていた。

## 歴史
『和名抄』に「水泉（いずみ）郷」としてあらわれる。地名「イズミ」の由来は『古事記』崇神天皇記に「是に山代の和訶羅河に到りし時、其の津波邇安王、軍を興して待ち遮り、各河を中にはさみて、対ひ立ちて相挑みき。故、其地を号けて伊杼美（＝イドミ）と謂ふ。今は伊豆美と謂ふなり」とある。「山城名跡巡行志」には「本名、泉ノ里、或高瀬ノ里」とあり、もと「泉」と呼ばれていたものが、東大寺大仏殿建立の際、材木船の津（港）とされたことから「木津」の呼称が広まったものという。
木津川対岸の上狛（現・木津川市山城町上狛）との間にかかる泉大橋は天平13年（741年）架橋という。古代には東大寺、中世には興福寺の荘園が置かれ、江戸時代には奈良街道沿いに宿駅や河港として発展した。明治8年（1875年）には、枝・上津・千童子・大路・小寺・南川の木津郷6か村と木津宿23町が合併して（旧）木津村が成立。明治14年（1881年）には旧木津宿23町が分離して（旧）木津町（読みは「きづまち」）成立。
- 1889年（明治22年）4月1日 - 町村制施行により、木津町、木津村、梅谷村、市坂村、鹿背山村が合併し、相楽郡に木津村が置かれる。
- 1893年（明治26年）11月25日 - 町制施行により木津町となる。
- 1898年（明治31年）6月 - 関西鉄道（現JR西日本片町線・関西本線）新木津駅-木津駅・木津駅-加茂駅間開通。
- 1945年（昭和20年）8月15日 - 第二次世界大戦終戦。町内では死者336名を出す。
- 1951年（昭和26年）4月1日 - 相楽郡相楽村（そうらくぐん・さがなかむら）を編入。
- 1975年（昭和50年）8月 - 木津町立図書館（現：木津川市立図書館）開館。
- 1984年（昭和59年）
  - 4月 - 関西文化学術研究都市（京都府域）の建設発表。
  - 10月 - 国鉄（現JR西日本）奈良線電化。
- 1985年（昭和60年）4月1日 - 木津町立高の原小学校（現：木津川市立高の原小学校）開校。
- 1986年（昭和61年）4月1日 - 相楽ニュータウン街開き。
- 1988年（昭和63年）
  - 8月 - 人口2万人突破。
  - 10月 - 国道163号木津バイパス開通。
- 1989年（平成元年）
  - 2月 - 上人ヶ平遺跡で埴輪窯跡が発見される。
  - 3月13日 - JR西日本片町線が長尾駅から木津駅まで電化。
- 1994年（平成6年）9月21日 - 近畿日本鉄道木津川台駅開業。
- 2006年（平成18年）3月10日 - 人口4万人突破。
- 2007年（平成19年）3月12日 - 加茂町、山城町との合併により木津川市が発足。

## 人口の変遷
第二次世界大戦後の1951年に相楽村と合併したときは人口が9000人足らずであった。その後の1970年代の半ばまで横ばい状態である長閑な水田の広がる田舎町であった。しかし、1980年頃から人口増加が著しく、1980年の人口が1万6000人弱であったのが関西文化学術研究都市に指定されてからは相楽台の住宅地造成で人口が30000人近くに膨れ上がり、木津川台・梅美台・州見台の開発で人口が4万人近くに膨れ上がり、増加率が日本全国の市町村の中で第6位にランクされた。ちなみに木津町史によると1987年9月末現在の人口推計によると2010年には84000人になると予測された。
| - 1955年-11058人 - 1960年-10628人 - 1965年-10814人 - 1970年-10731人 - 1975年-11890人 - 1980年-16049人 - 1985年-16225人 | - 1987年-17808人 - 1990年-23263人 - 1991年-24248人 - 1992年-25406人 - 1993年-26098人 - 1994年-26346人 - 1995年-26560人 | - 1996年-27586人 - 1997年-29579人 - 1998年-31591人 - 1999年-32891人 - 2000年-33683人 - 2001年-34264人 - 2002年-35062人 | - 2003年-36140人 - 2004年-37623人 - 2005年-39129人 - 2006年-40719人 - 2007年-41362人 |

（2007年は3月1日現在、他は10月1日現在の数値）
| \| 1960年10月1日 \| 10,260人 \| \| \| 1965年10月1日 \| 10,814人 \| \| \| 1970年10月1日 \| 10,731人 \| \| \| 1975年10月1日 \| 11,890人 \| \| \| 1980年10月1日 \| 16,049人 \| \| \| 1985年10月1日 \| 16,225人 \| \| \| 1990年10月1日 \| 23,263人 \| \| \| 1995年10月1日 \| 26,560人 \| \| \| 2000年10月1日 \| 33,683人 \| \| \| 2005年10月1日 \| 39,129人 \| \| \| 2007年3月1日 \| 41,362人 \| \| |          |  |
| 参考:住民基本台帳 |          |  |
| 1960年10月1日 | 10,260人 |  |
| 1965年10月1日 | 10,814人 |  |
| 1970年10月1日 | 10,731人 |  |
| 1975年10月1日 | 11,890人 |  |
| 1980年10月1日 | 16,049人 |  |
| 1985年10月1日 | 16,225人 |  |
| 1990年10月1日 | 23,263人 |  |
| 1995年10月1日 | 26,560人 |  |
| 2000年10月1日 | 33,683人 |  |
| 2005年10月1日 | 39,129人 |  |
| 2007年3月1日 | 41,362人 |  |

## 関西文化学術研究都市に指定されてからの開発
関西文化学術研究都市が木津町に指定されてからは、奈良県との県境に位置する丘陵に相楽ニュータウン、近畿日本鉄道・近鉄不動産による山田川団地、加茂町・奈良県との県境に木津ニュータウンを建設した。

## 行政
- 町長：河井規子（2004年9月19日就任）

## 主要な公共施設
- 木津簡易裁判所 京都府相楽郡木津町大字木津小字南垣外110
- 木津地方合同庁舎（法務局、検察庁、ハローワーク） 相楽郡木津町大字木津小字上戸36番地の6
- 木津警察署

## 産業
ロート製薬、オムロン、積水ハウス総合住宅研究所などの民間研究施設ならびに、きっづ光科学館ふぉとん（量子科学技術研究開発機構 関西光科学研究所）等の国の研究施設が立地。

## 姉妹都市・提携都市
国内
- 京都府竹野郡丹後町（1983年1月友好町締結）（現京丹後市）

## 教育

### 幼稚園
- 木津町立木津幼稚園
- 木津町立相楽幼稚園
- 木津町立高の原幼稚園
- 私立美加ノ原幼稚園

### 小学校
- 木津小学校
- 相楽小学校
- 相楽台小学校
- 木津川台小学校
- 高の原小学校
- 梅美台小学校

| 1872年          | 1895年             | 1951年           | 1986年           | 1991年           | 1993年           | 1997年 |
| --------------- | ------------------ | ---------------- | ---------------- | ---------------- | ---------------- | ------ |
| 木津            | 木津               | 木津             | 木津             | 木津             | 木津             | 木津   |
| 木津            | （木津）梅谷分校   | （木津）梅谷分校 | （木津）梅谷分校 | （木津）梅谷分校 | （木津）梅谷分校 | 梅美台 |
| 木津            | （木津）鹿背山分校 |                  |                  |                  |                  |        |
| （相楽村合併→） | （相楽村合併→）    | 相楽             | 相楽             | 相楽             | 相楽             | 相楽   |
| （相楽村合併→） | （相楽村合併→）    | 相楽             | 相楽             | 木津川台         |                  |        |
| （相楽村合併→） | （相楽村合併→）    | 相楽             | 高の原           | 高の原           | 高の原           | 高の原 |
| （相楽村合併→） | （相楽村合併→）    | 相楽             | 高の原           | 高の原           | 相楽台           |        |

### 中学校
- 木津中学校
- 木津第二中学校

| 1947年 | 1986年   | 小学校区 |
| ------ | -------- | -------- |
| 木津   | 木津     | 木津     |
| 木津   | 木津     | 相楽     |
| 木津   | 木津     | 木津川台 |
| 木津   | 木津     | 梅美台   |
| 木津   | 木津第二 | 高の原   |
| 木津   | 木津第二 | 相楽台   |

### 高等学校
- 京都府立木津高等学校
- 京都府立南陽高等学校

### 大学
- 同志社大学・学研都市キャンパス
キヤノン研究所跡地に建設予定
学研都市病院との協力

## 福祉・医療

### 保育所
- 木津町立木津保育園
- 木津町立相楽保育園
- 木津町立相楽台保育園
- 木津町立木津川台保育園
- 木津町立兜台保育園
- 私立愛光保育園
- 木津町立梅美台保育園

## 交通

### 鉄道
- 西日本旅客鉄道
  - 木津駅 - 関西本線 - 奈良線 - 片町線（学研都市線）
  - 西木津駅 - 片町線（学研都市線）

木津駅は交通の要衝であり、2007年（平成19年）春の橋上駅供用開始と合わせて、駅東口の設置が進められている。
- 近畿日本鉄道
  - 木津川台駅 - 京都線
  - 山田川駅 - 京都線

### 道路

#### 高速自動車国道
- 京奈和自動車道
  - 木津インターチェンジ

#### 国道
- 国道24号
- 国道163号

#### 府道
- 京都府道22号八幡木津線
- 奈良県道・京都府道44号奈良加茂線
- 奈良県道・京都府道47号天理加茂木津線

## レジャー・祭事・文化財・墓

### レジャー
- 木津川

### 祭事
- 木津三社祭り（木津町指定無形民俗文化財の指定名称は「木津布団太鼓台祭」）

10月の第4土曜日と翌日曜日。但し、10月20日、21日が土日の場合は20、21日。御霊神社・岡田国神社・田中神社の三神社に6基の布団太鼓を宮入する（敬神組、社町、小寺町、西町、義友会、拝神團）

### 重要文化財（国指定）
- 惣墓五輪塔
- 大智寺
  - 木造十一面観音立像
  - 木造文殊菩薩坐像
- 相楽神社
  - 本殿（三間社流造檜皮葺）
- 法泉寺
  - 木造十一面観音立像

### 史跡（国指定）
- 歌姫瓦窯跡
- 石のカラト古墳（カザハヒ古墳）

### 京都府指定有形文化財
- 西念寺
  - 木造薬師如来坐像

### 京都府指定無形民俗文化財
- 相楽神社宮座
  - 相楽の御田と正月行事

### 京都府指定史跡
- 音如ケ谷瓦窯跡

### 京都府登録有形文化財
- 岡田国神社
  - 本殿・拝殿・舞台・南北氏子詰所
- 大智寺
  - 本堂・庫裏・鐘楼・表門
- 西念寺
  - 木造日光・月光菩薩立像
- 相楽神社
  - 末社若宮神社本殿（一間社春日造）

### 京都府登録無形民俗文化財
- 西教寺 
  - 六斎念仏

### 木津町指定有形文化財
- 相楽山銅鐸
- 西教寺
  - 木造地蔵菩薩坐像
- 心楽寺
  - 木造阿弥陀如来立像

### その他
- 平重衡供養塔（安福寺十一重塔）
- 和泉式部墓

## 出身者
- 河井規子 - 木津川市長、木津町長
- 松村淳子 - 宇治市長

## その他
- 郵便番号は以下の通りである。
  - 山城木津郵便局：619-02xx、619-11xx